# Болотная (станция)
Болотная — железнодорожная станция Новосибирского региона Западно-Сибирской железной дороги, расположенная на 3461 км главном хода Транссиба, в городе Болотное Новосибирской области.

## История
Во время строительства Транссиба в 1898 году были построены вокзал, водонапорная башня и депо. Станция принадлежит к грузовым объектам и занимается транспортировкой, хранением на открытых площадках, выдачей и приёмом грузов, а также некоторые коммерческие услуги: продажа пассажирских билетов и пр.

## Дальнее следование по станции
По графику 2021 года через станцию курсируют следующие поезда дальнего следования:
| № поезда   | Маршрут движения         | № поезда   | Маршрут движения         |
| ---------- | ------------------------ | ---------- | ------------------------ |
| 1 «Россия» | Владивосток — Москва     | 2 «Россия» | Москва — Владивосток     |
| 37 «Томич» | Томск — Москва           | 38 «Томич» | Москва — Томск           |
| 59         | Новокузнецк — Кисловодск | 60         | Кисловодск — Новокузнецк |
| 67         | Абакан — Москва          | 68         | Москва — Абакан          |
| 69         | Чита — Москва            | 70         | Москва — Чита            |
| 97         | Тында — Кисловодск       | 98         | Кисловодск — Тында       |
| 141        | Томск — Новосибирск      | 142        | Новосибирск — Томск      |
| 143        | Кемерово — Новосибирск   | 144        | Новосибирск — Кемерово   |
| 203        | Томск — Анапа            | 204        | Анапа — Томск            |
| 601        | Томск — Бийск            | 602        | Бийск — Томск            |
| 637        | Томск — Новосибирск      | 638        | Новосибирск — Томск      |